# بيل فورسيث (كاتب)
بيل فورسيث (بالإنجليزية: Bill Forsyth)‏ هو كاتب سيناريو ومخرج بريطاني، ولد في 29 يوليو 1946 في غلاسكو في المملكة المتحدة.

## وصلات خارجية
- بيل فورسيث على موقع IMDb (الإنجليزية)
- بيل فورسيث على موقع الموسوعة البريطانية (الإنجليزية)
- بيل فورسيث على موقع مونزينجر (الألمانية)
- بيل فورسيث على موقع ألو سيني (الفرنسية)
- بيل فورسيث على موقع ميوزك برينز (الإنجليزية)
- بيل فورسيث على موقع أول موفي (الإنجليزية)
- بيل فورسيث على موقع قاعدة بيانات الأفلام السويدية (السويدية)
- بيل فورسيث على موقع إن إن دي بي (الإنجليزية)
- بيل فورسيث على موقع ديسكوغز (الإنجليزية)
- بيل فورسيث على موقع قاعدة بيانات الفيلم (الإنجليزية)